# Derek Richardson
Derek Richardson (Queensbury, Nueva York, 18 de enero de 1976) es un actor estadounidense.

## Biografía
Richardson nació en Queensbury, Nueva York. Asistió a la Universidad Colorado desde 1994 hasta 1998. Comenzó su carrera con papeles de invitado en Law & Order y Strangers with Candy. Tuvo un papel recurrente en Felicity. Luego actuó en la precuela de Dumb and Dumber, Dumb and Dumberer: When Harry Met Lloyd.
Estuvo en la película de terror junto a Jay Hernandez, Hostel.

## Filmografía
| Año       | Título                                  | Papel                              | Notas                                 |
| --------- | --------------------------------------- | ---------------------------------- | ------------------------------------- |
| 2000      | Strangers with Candy                    | Jared                              |                                       |
| 2000      | Law & Order                             | Brad Wilder                        |                                       |
| 2002      | Felicity                                | Adam Davis                         |                                       |
| 2003      | Dumb and Dumberer: When Harry Met Lloyd | Harry Dunne                        |                                       |
| 2004      | Bring It On: Again                      |                                    |                                       |
| 2005      | Hostel                                  | Josh                               |                                       |
| 2005      | Reeker                                  | Nelson                             |                                       |
| 2006      | Men in Trees                            | Patrick Bachelor                   |                                       |
| 2009      | Prep and Landing                        | Lanny (voz)                        |                                       |
| 2009      | House                                   | Freedom Captain                    |                                       |
| 2011      | American Horror Story                   | Harry Goodman Abogado de Constance | 1.ª temporada Murder House            |
| 2012-2014 | Anger Management                        | Nolan                              |                                       |
| 2013      | The Power of Few                        | Shane                              |                                       |
| 2016      | Der Island-Krimi                        | Árni                               |                                       |
| 2017      | Lethal Weapon                           | Jonah                              | Episodio: "Fools Rush In"             |
| 2020      | Home                                    | Wade                               |                                       |
| 2021      | Fear the Walking Dead                   | Fred                               | Episodio: "Six Hours"                 |
| 2021      | A Million Little Things                 | Stephen                            | Episodio: "The Things We Keep Inside" |
| 2023      | Welcome to Flatch                       | Lloyd                              | 3 episodes                            |
| 2024      | Reagan                                  | Dana Rohrabacher                   |                                       |

|}